# Ermita de Sant Cristòfol (Cortes d'Arenós)
L'ermita de Sant Cristòfol, localitzada a l'est del municipi de Cortes d'Arenós, a la Muntanya de Sant Cristòfol, a la comarca de l'Alt Millars és un lloc de culte catalogat com Bé de rellevància local, segons la Disposició Addicional Cinquena de la Llei 5/2007, de 9 de febrer, de la Generalitat Valenciana, de modificació de la Llei 4/1998, d'11 de juny, del Patrimoni Cultural Valencià (DOCV Núm. 5.449 / 13/02/2007), amb codi identificatiu: 12.08.048-004.
És una de les ermites més antigues de la Comunitat Valenciana, ja que hi ha documents en els quals es considera de temps de la reconquesta. El temple va estar inclòs en el Senyoriu d'Arenós. Presenta planta rectangular amb tres crugies. En el central és on està la capella, presentant coberta a dues aigües i acabada en teula, i a dues altures.
L'entrada al temple es fa des d'un dels laterals, a través d'una porta de fusta, de forma rectangular i amb llinda (sobre el qual hi ha una biga de descàrrega de fusta), sobre la qual s'observa un rètol amb el nom de l'ermita.
L'edifici es complementa amb una torre campanar, de planta quadrada, amb aspecte de torre de vigilància. La coberta és una terrassa plana amb buits de mig punt sota la cornisa, en el més gran d'ells se situa la campana, que es diu "Sant Cristòfol", i és del fonedor Roses d'Atzeneta del Maestrat, datada de 1954, amb un diàmetre de 40 metres i un pes de 44 quilos.
Com l'ermita està declarada BRL qualsevol intervenció en qualsevol elements del conjunt ha de ser notificada prèviament a la Conselleria per a la seva aprovació i vistiplau.
Al seu al voltant s'ha construït una zona recreativa amb paelleros, taules, bancs, zona amb techumbre, aigua i contenidors de residus. El seu accés amb cotxe és més fàcil si es fa des d'una pista que parteix del punt kilométrico 78.3 de la carretera CV-190 en direcció a Sucaina.